# كاياني (صحفية)
كاياني (بالفرنسية: Kayane)‏ وإسمها الحقيقي ماري لوري نوريندر (بالفرنسية: Marie-Laure Norindr)‏ هي منافسة ألعاب فيديو وصحفية فرنسية ولدت في يوم 17 يونيو 1991. اختصت بألعاب ديد أور ألايف و سول و ستريت فايتر. حسب موسوعة جينيس هي تعتبر أكثر النساء نجاحاً في ألعاب الفيديو ولها أكثر عدد من الإنتصارات. تعتبر شركة ريد بول هي الراعية لها.